# Aeroportul Grand Canyon National Park
Aeroportul Grand Canyon National Park (IATA: GCN, ICAO: KGCN, FAA LID: GCN) este un aeroport din Arizona, Statele Unite ale Americii ce deservește zona Grand Canyon. Aeroportul a fost tranzitat în 2019 de 501.980 de pasageri. A fost numit după zona deservită.
Situat la o altitudine de 2.014 m, aeroportul dispune de 1 pistă.

## Infrastructură

### Piste
Aeroportul dispune de o singură pistă. Pista 03/21 are suprafața de asfalt și dimensiunile 8.999 picioare × 150 picioare. 